# Metasia cyrnealis
Metasia cyrnealis là một loài bướm đêm trong họ Crambidae.